# Franziska Krötenheerdt
Franziska Krötenheerdt (geb. um 1986 in Halle (Saale)) ist eine deutsche Opernsängerin (Sopran).

## Leben

### Jugend und Ausbildung
Franziska Krötenheerdt wurde in Halle geboren und verbrachte ihre Kindheit und Jugend in Berlin.
Von 2004 bis 2008 studierte Krötenheerdt an der Hochschule für Musik Franz Liszt Weimar bei Věnceslava Hrubá-Freiberger und war Mitglied der dortigen Liedklasse.
Krötenheerdt ist Stipendiatin des Richard-Wagner-Verbandes Bremen.

### Spielstätten
Von 2008 bis 2011 hatte Krötenheerdt ein Fest-Engagement am Theater Erfurt.
Weitere Fest-Engagements:
- 2011 bis 2012 am Theater Vorpommern
- 2012 bis 2014 am Stadttheater Bremerhaven
- 2014 bis 2020 am Opernhaus Chemnitz.[1]

Gast-Engagements hatte sie am Theater Lübeck, am Theater Aachen, am Badischen Staatstheater Karlsruhe,
Landestheater Eisenach, am Staatstheater Braunschweig, am Staatstheater Cottbus und am Theaterhaus Jena.
Bei den Seefestspielen Berlin 2011 sang sie die Papagena in Mozarts Zauberflöte.
Beim Lehár Festival Bad Ischl 2019 wirkte sie als Ottilie Giesecke Im weißen Rößl mit.
Seit 2021 ist Krötenheerdt festes Ensemblemitglied des Opernhauses Halle.

### Rollen
Krötenheerdt trat als Pamina und als Papagena in der Zauberflöte, als Susanna in der Hochzeit des Figaro, als Ilia in Idomeneo und als Zerlina in Don Giovanni von Mozart auf.
Im Musical My Fair Lady spielte sie die Eliza Doolittle.
In der Oper Hänsel und Gretel von Engelbert Humperdinck sang sie die Gretel und das Sandmännchen und Taumännchen.
Weiter verkörperte sie
- den 1. Knappen und das 5. Blumenmädchen im Parsifal, einen Hirten im Tannhäuser und die Freia im Rheingold von Richard Wagner,
- die Jungfer Marianne im Rosenkavalier von Richard Strauss,
- die Marcellina in Gioachino Rossinis Barbier von Sevilla,
- die Madeline Usher im Der Untergang des Hauses Usher in der Vertonung von Philip Glass,
- die Komtesse Stasi in der Csárdásfürstin von Emmerich Kálmán,
- die Marzelline in Beethovens Fidelio,
- die Mascha und die Cloe in Pique Dame von Pjotr Iljitsch Tschaikowski,
- das Ännchen im Freischütz von Carl Maria von Weber,
- die Sophie im Werther von Jules Massenet,
- die Adele in der Operette Die Fledermaus von Johann Strauss,
- die Juliette Vermont im Graf von Luxemburg von Franz Lehár,
- die Ghita im Zwerg von Alexander von Zemlinsky und viele andere.[4]

### Dirigenten und Regisseure
Bei ihren Auftritten arbeitete Krötenheerdt mit vielen Dirigenten zusammen, darunter Samuel Bächli, Frank Beermann, Enrico Calesso, Diego Martin-Etxebarria, Walter Gugerbauer, Michael Güttler, Wolfgang Katschner, Ekkehard Klemm, Christoph König, Nicholas Milton, Vinzenz Praxmarer, Justus Thorau und Michael Wendeberg.
In den Stücken, in denen Krötenheerdt auftrat führten Georg Blüml, John Dew, Thomas Enzinger, Paul Esterházy, Michael Heinicke, Hinrich Horstkotte, Roland Hüve, Alexander Kuchinka, Guy Montavon, Ralf Nürnberger, Ulrich Peters, Kobie van Rensburg, Michael Schilhan, Arila Siegert, Katharina Thalbach und viele andere Regie.

## Auftritte
| Jahr                 | Stück                                  | Rolle                                                           | Ort/Festspiele                                       | Musikalische Leitung                                                                                  | Regisseur           |
| -------------------- | -------------------------------------- | --------------------------------------------------------------- | ---------------------------------------------------- | --- | ------------------- |
| 2008                 | Hänsel und Gretel                      | Sandmännchen, Taumännchen                                       | Theater Erfurt                                       | Walter Gugerbauer, Adrian Kelly                                                                       | Lutz Schwarz        |
| 2009                 | Das Kind und die Zauberdinge           | Bergère, Schäferin, Eule                                        | Theater Erfurt                                       | Walter Gugerbauer                                                                                     | Barbara Kunze       |
| 2009                 | Le nozze di Figaro                     | Barbarina                                                       | Theater Erfurt                                       | Samuel Bächli                                                                                         | Guy Montavon        |
| 2010                 | Pippi Langstrumpf                      | Pippi                                                           | Theater Erfurt                                       | Johannes Pell                                                                                         | Eva-Maria Abelein   |
| 2010                 | Der leuchtende Fluss                   | Kind                                                            | Theater Erfurt                                       | Walter Gugerbauer                                                                                     | Guy Montavon        |
| 2010                 | Die Fledermaus                         | Adele                                                           | Theater Erfurt                                       | Samuel Bächli                                                                                         | Katharina Thalbach  |
| 2010                 | Nana                                   | Blanche                                                         | Theater Erfurt                                       | Enrico Calesso                                                                                        | Michael Schulz      |
| 2011                 | Die Zauberflöte                        | Papagena                                                        | Seefestspiele Berlin, Seebühne Wannsee               | Judith Kubitz                                                                                         | Katharina Thalbach  |
| 2011                 | Die Csárdásfürstin                     | Komtesse Stasi                                                  | Theater Vorpommern                                   | Egbert Funk                                                                                           | Wolfgang Lachnitt   |
| 2011                 | My Fair Lady                           | Eliza Doolittle                                                 | Theater Vorpommern, Theater Stralsund                | Egbert Funk                                                                                           | Georg Blüml         |
| 2012                 | La traviata                            | Annina                                                          | Stadttheater Bremerhaven                             | Stefan Veselka                                                                                        | Kirsten Uttendorf   |
| 2012                 | Der Wildschütz                         | Gretchen                                                        | Theater Vorpommern                                   | Egbert Funk                                                                                           | Emmerlich Wieg      |
| 2012                 | Idomeneo                               | Ilia                                                            | Theater Vorpommern                                   | Karl Prokopetz                                                                                        |                     |
| 2013                 | Der Graf von Luxemburg                 | Juliette Vermont                                                | Stadttheater Bremerhaven                             | Hartmut Brüsch                                                                                        | Roland Hüve         |
| 2013                 | Der Untergang des Hauses Usher         | Madeline Usher                                                  | Stadttheater Bremerhaven                             | Stephan Tetzlaff                                                                                      | Christian von Götz  |
| 2013                 | Die verkaufte Braut                    | Esmeralda                                                       | Stadttheater Bremerhaven                             | Stefan Veselka                                                                                        | Hinrich Horstkotte  |
| 2013                 | Don Giovanni                           | Zerlina                                                         | Stadttheater Bremerhaven                             | Stefan Veselka                                                                                        | Ralf Nürnberger     |
| 2014                 | Der gewaltige Hahnrei                  | Cornelie                                                        | Stadttheater Bremerhaven                             | Stephan Tetzlaff                                                                                      | Hinrich Horstkotte  |
| 2014                 | Gräfin Mariza                          | Lisa                                                            | Stadttheater Bremerhaven                             | Hartmut Brüsch                                                                                        | Ansgar Weigner      |
| 2014                 | West Side Story                        | Maria                                                           | Stadttheater Bremerhaven                             | Ido Arad, Hartmut Brüsch, Tonio Shiga                                                                 | Roland Hüve         |
| 2014                 | Der Barbier von Sevilla                | Marcellina                                                      | Stadttheater Bremerhaven                             | Stefan Veselka                                                                                        | Christian von Götz  |
| 2014                 | Der Freischütz                         | Ännchen                                                         | Stadttheater Bremerhaven                             | Stefan Veselka                                                                                        | Andrej Woron        |
| 2014                 | Kommilitonen!                          | Sophie                                                          | Stadttheater Bremerhaven                             | Stephan Tetzlaff                                                                                      | Ulrich Mokrusch     |
| 2014–2016, 2018–2019 | Hänsel und Gretel                      | Gretel                                                          | Theater Chemnitz                                     | Felix Bender, Sanderling, Guillermo García Calvo, Stefan Politzka, Vinzenz Praxmarer, Rodrigo Tomillo | Steffen Piontek     |
| 2014–2016, 2019      | La Cenerentola                         | Clorinda                                                        | Theater Chemnitz                                     | Felix Bender                                                                                          | Kobie van Rensburg  |
| 2015                 | Der Freischütz                         | Ännchen                                                         | Theater Aachen                                       | Justus Thorau                                                                                         | Martin Philipp      |
| 2015                 | Der Zwerg                              | Ghita                                                           | Theater Chemnitz                                     | Frank Beermann                                                                                        | Walter Sutcliffe    |
| 2015–2017            | Parsifal                               | 1. Knappe, 5. Blumenmädchen                                     | Theater Chemnitz                                     | Frank Beermann                                                                                        | John Dew            |
| 2016                 | Der Freischütz                         | Ännchen                                                         | Oper Halle, Bad Lauchstädt, Goethe-Theater           | Josep Caballé Domenech                                                                                | Christian Schuller  |
| 2016                 | Der Graf von Luxemburg                 | Juliette Vermont                                                | Theater Chemnitz                                     | Felix Bender, Stefan Politzka                                                                         | Ulrich Proschka     |
| 2016                 | Pique Dame                             | Mascha, Chloe                                                   | Theater Chemnitz                                     | Michael Güttler                                                                                       | Helen Malkowsky     |
| 2016                 | Werther                                | Sophie                                                          | Theater Chemnitz                                     | Felix Bender, Patrick Davin                                                                           | Anthony Pilavachi   |
| 2017                 | Rinaldo                                | Almirena, 2. Sirene                                             | Theater Chemnitz                                     | Felix Bender                                                                                          | Kobie van Rensburg  |
| 2017                 | Die Hochzeit des Figaro                | Susanna                                                         | Theater Chemnitz                                     | Felix Bender                                                                                          | Helen Malkowsky     |
| 2017                 | Südseetulpen                           | Zufall, Queen Anne, Mrs. Hutchinson, Frau Antje, Königin Amalie | Theater Chemnitz                                     | Ekkehard Klemm                                                                                        | Robert Lehmeier     |
| 2017                 | Tannhäuser                             | Hirt                                                            | Theater Chemnitz                                     | Felix Bender                                                                                          | Michael Heinicke    |
| 2017, 2019           | My Fair Lady                           | Eliza Doolittle                                                 | Theater Chemnitz                                     | Jakob Brenner, Jeffrey Goldberg                                                                       | Erik Petersen       |
| 2019                 | Die Zauberflöte                        | Pamina                                                          | Badisches Staatstheater Karlsruhe                    | Ulrich Wagner                                                                                         | Ulrich Peters       |
| 2019                 | Im weißen Rößl                         | Ottilie Giesecke                                                | Lehár Festival Bad Ischl, Kongress- und Theater-Haus | Oliver Ostermann                                                                                      | Thomas Enzinger     |
| 2019                 | Der Freischütz                         | Ännchen                                                         | Oper Halle                                           | Michael Wendeberg                                                                                     | Christian Schuller  |
| 2019                 | Der Teufel auf Erden                   | Amanda, Amalia, Amira                                           | Theater Chemnitz                                     | Jakob Brenner                                                                                         | Hinrich Horstkotte  |
| 2019                 | Bei der Feuerwehr wird der Kaffee kalt | Emilia Zahnlücke                                                | Theater Chemnitz                                     | Oliver Ostermann, Jeffrey Goldberg                                                                    | Alexander Kuchinka  |
| 2019                 | Das Rheingold                          | Freia                                                           | Theater Chemnitz                                     | Guillermo García Calvo                                                                                | Verena Stoiber      |
| 2019                 | Der Rosenkavalier                      | Jungfer Marianne                                                | Theater Chemnitz                                     | Guillermo García Calvo, Christoph König                                                               | Paul Esterházy      |
| 2019                 | Die Fledermaus                         | Adele                                                           | Theater Chemnitz                                     | Dan Ratiu, Jakob Brenner                                                                              | Johannes Pölzgutter |
| 2019                 | Die Zauberflöte                        | Pamina                                                          | Theater Chemnitz                                     | Jakob Brenner, Diego Martin-Etxebarria, Stefan Bone, Katharina Müllner                                | Michael Schilhan    |
| 2019                 | Fidelio                                | Marzelline                                                      | Theater Chemnitz                                     | Guillermo García Calvo, Jakob Brenner, Andrea Sanguineti                                              | Robert Lehmeier     |
| 2020 (geplant)       | Carmen                                 | Frasquita                                                       | Theater Chemnitz                                     | Guillermo García Calvo, Jakob Brenner                                                                 | Arila Siegert       |
| 2020                 | Die Zauberflöte                        | Pamina                                                          | Goethetheater (Festspiel der deutschen Sprache)      | |                     |
| 2021–2023            | Viktoria und ihr Husar                 | Viktoria                                                        | Bühnen Halle                                         | Peter Christian Feigel                                                                                | Patric Seibert      |
| 2021–2023            | Hänsel und Gretel                      | Gretel                                                          | Bühnen Halle                                         | Fabrice Bollon, Michael Wendeberg, Yonatan Cohen, J.M. Esandi,                                        | Matthias Hüstebeck  |